# Alex Grant (Eishockeyspieler)
Alex Grant (* 20. Januar 1989 in Antigonish, Nova Scotia) ist ein kanadischer Eishockeyspieler, der seit Oktober 2024 beim HK Awangard Omsk aus der Kontinentalen Hockey-Liga (KHL) unter Vertrag steht und dort auf der Position des Verteidigers spielt. Zuvor absolvierte Grant unter anderem über 500 Partien in der American Hockey League (AHL).

## Karriere

### Jugend
Alex Grant begann in seiner Geburtsstadt Antigonish bei den ortsansässigen Antigonish Bulldogs mit dem Eishockeyspielen. Im Sommer 2005 wechselte er zu den Saint John Sea Dogs in die Ligue de hockey junior majeur du Québec (LHJMQ), nachdem er im entsprechenden LHJMQ Entry Draft 2005 an erster Stelle ausgewählt worden war. Bei den Sea Dogs fasste der Verteidiger schnell Fuß und wies bereits in seiner zweiten Saison eine Statistik von zwölf Toren und 20 Assists in 68 Spielen auf. Darauf folgte der NHL Entry Draft 2007, bei dem er von den Pittsburgh Penguins an 118. Position ausgewählt wurde. Vorerst verblieb er jedoch bei den Sea Dogs, bei denen er sich in der Folgesaison 2007/08 nochmals steigerte und auf 48 Scorerpunkte in 70 Spielen kam; zudem erreichte er mit der Mannschaft das Play-off-Halbfinale, schied dort jedoch mit einem Sweep gegen die Huskies de Rouyn-Noranda aus.
Während der Saison 2008/09 wurde er (gemeinsam mit einem Fünftrundendraftpick) von den Sea Dogs zu den ebenfalls in der LHJMQ spielenden Cataractes de Shawinigan transferiert; im Gegenzug erhielten die Sea Dogs Danick Gauthier, einen Erst- sowie einen Zweitrundendraftpick. Mit den Cataractes erreichte er in dieser Spielzeit das Finale um den Coupe du Président, musste sich dort jedoch knapp mit 3:4 den Drummondville Voltigeurs geschlagen geben. Im Anschluss war er alt genug, einen Entry Level Contract bei den Penguins zu unterschreiben und begann die Saison bei deren Farmteam, den Wheeling Nailers, in der ECHL. Im Laufe der Spielzeit stand er auch für das AHL-Farmteam der Penguins, die Wilkes-Barre/Scranton Penguins, auf dem Eis. Auch in der Saison 2010/11 pendelte er zwischen AHL und ECHL, wobei er aufgrund einer Handgelenksverletzung einen Großteil der Spielzeit pausieren musste.
Nach seiner Verletzung wurde er zu einem Schlüsselspieler in der AHL, wobei er in 61 Einsätzen auf zehn Tore und 27 Vorlagen kam. Die Penguins nahmen dies zum Anlass, seinen Vertrag im Sommer 2012 um ein weiteres Jahr zu verlängern.

### Stete Wechsel
Allerdings folgte in der gesamten Saison 2012/13 kein einziger NHL-Einsatz für Grant, sodass die Penguins ihn im Juni 2013 im Tausch für Harry Zolnierczyk an die Anaheim Ducks abgaben. Bei den Ducks unterzeichnete er einen Einjahresvertrag und spielt fortan für die Norfolk Admirals in der AHL. Im November folgte für Grant die erste Berufung in den NHL-Kader der Ducks, der er bei seinem NHL-Debüt am 30. November 2013 gegen die San Jose Sharks direkt sein erstes NHL-Tor folgen ließ.
Im März 2014 wurde er im Tausch für André Petersson zu den Ottawa Senators transferiert, wobei er vorerst bei deren Farmteam, den Binghamton Senators, unter Vertrag stand. Nachdem er bis zum Ende der Saison 2014/15 ausschließlich in der AHL zum Einsatz gekommen war, schloss er sich als Free Agent den Arizona Coyotes an und spielte dort hauptsächlich für die Springfield Falcons in der AHL. Ebenfalls als Free Agent unterzeichnete Grant im Juli 2016 einen neuen Einjahresvertrag bei den Boston Bruins, ebenso wie im Jahr darauf bei den Minnesota Wild.
Im Sommer 2018 entschloss sich Grant erstmals zu einem Wechsel nach Europa, indem er einen Vertrag bei den Jokerit in der Kontinentalen Hockey-Liga (KHL) unterzeichnete. Beim finnischen Traditionsklub war der Kanadier insgesamt vier Spielzeiten lang aktiv, bis sich die Mannschaft im Februar 2022 infolge des russischen Überfalls auf die Ukraine aus dem KHL-Spielbetrieb zurückzog. Grant wechselte daraufhin zur Saison 2022/23, um in der KHL zu verbleiben, zum SKA Sankt Petersburg. Dort bestritt der Verteidiger bis zum November 2022 16 Partien, ehe er gegen eine finanzielle Entschädigung zum Ligakonkurrenten Barys Astana transferiert wurde. Beim kasachischen Hauptstadtklub war Grant bis zu seiner Vertragsauflösung im Oktober 2024 tätig und wurde im Anschluss umgehend vom Ligakonkurrenten HK Awangard Omsk verpflichtet.

### International
Auf internationaler Ebene stand Grant bei den World U-17 Hockey Challenges 2005 und 2006 sowie für Kanadas U18-Juniorenmannschaft bei der U18-Weltmeisterschaft auf dem Eis. Im Seniorenbereich nahm der Verteidiger an den Olympischen Winterspielen 2022 in der chinesischen Hauptstadt Peking teil, wo er mit der Mannschaft den sechsten Rang belegte. In drei Turnierspielen erzielte er dabei zwei Scorerpunkte, darunter ein Tor.

## Erfolge und Auszeichnungen
- 2005 Bronzemedaille bei der World U-17 Hockey Challenge
- 2019 Teilnahme am KHL All-Star Game
- 2019 Spengler-Cup-Gewinn mit dem Team Canada

## Karrierestatistik
Stand: Ende der Saison 2023/24

### International
Vertrat Kanada bei:
- World U-17 Hockey Challenge 2005
- World U-17 Hockey Challenge 2006
- U18-Junioren-Weltmeisterschaft 2007
- Olympischen Winterspielen 2022

(Legende zur Spielerstatistik: Sp oder GP = absolvierte Spiele; T oder G = erzielte Tore; V oder A = erzielte Assists; Pkt oder Pts = erzielte Scorerpunkte; SM oder PIM = erhaltene Strafminuten; +/− = Plus/Minus-Bilanz; PP = erzielte Überzahltore; SH = erzielte Unterzahltore; GW = erzielte Siegtore; 1 Play-downs/Relegation; Kursiv: Statistik nicht vollständig)